# Diecezja Bafang
Diecezja Bafang (łac. Dioœcesis Bafangensis) – diecezja rzymskokatolicka w Kamerunie, z siedzibą w Bafang. Powstała 26 maja 2012 z części terytorium diecezji Nkongsamba.

## Główne świątynie
- Katedra: Katedra Niepokalanego Serca Najświętszej Maryi Panny w Bafang

## Biskupi diecezjalni
- Abraham Kome (od 2012)